# Pôle universitaire Pierre-Jakez-Hélias
Le pôle universitaire Pierre-Jakez-Hélias est une antenne délocalisée de l'Université de Bretagne Occidentale. Il est nommé en l’honneur de l'homme de lettres Pierre-Jakez Hélias (1914-1995). Inauguré le 22 mars 1996 par le ministre de l'Éducation nationale, François Bayrou, le pôle est installé depuis sa création dans le quartier de Créac'h-Gwen à Quimper, en France.  Seul site géographique de l'UBO à héberger à la fois la faculté des Lettres et Sciences humaines et la Faculté de Droit, Economie et Gestion, il facilite les collaborations et les synergies.

## La vie à l'Université

### Offre de formation
Le pôle de Quimper propose une offre de formation de licences de l'UFR Lettres et Sciences humaines : Lettres Etrangères Appliquées (Anglais-Espagnol, Anglais-Chinois débutant), LLCER Anglais, mais aussi en Histoire (parcours Histoire-Géographie, parcours Histoire - Art et Archéologie. Une autre partie des enseignements est orientée vers le droit (parcours général, parcours Parcours Droit - Marchés de l'art), l'Administration économique et sociale, l’Institut National Supérieur du Professorat et de l’Éducation (INSPE) et le Service de Formation Continue et Alternance.. 
Le Pôle Universitaire accueille également des formations spécifiques avec un pôle Tourisme-Patrimoine-Histoire de l’Art comprenant notamment une licence complète en Histoire de l'art (parcours Art et Archéologie, parcours Patrimoine), deux licences professionnelles (Parcours Conception de produits touristiques et valorisation des territoires et Parcours Hébergement et environnement touristiques), ainsi que deux masters correspondant bien à l'attractivité territoriale et aux atouts régionaux du Finistère sud et de la Cornouaille en particulier (master Patrimoine et Musées parcours Gestion des Patrimoines architecturaux, artistiques et culturels ainsi qu'un master Tourisme Parcours Management des activités et structures touristiques littorales). Unique dans le grand Ouest, une licence bidisciplinaire droit-marchés de l’art est proposée sur le site.

### Expositions et conférences
Des expositions se tiennent régulièrement dans le hall du bâtiment. Des cycles de conférences sont organisées chaque année par la section histoire de l'art et archéologie du pôle universitaire ainsi que des conférences métiers liées aux secteurs du droit et du tourisme-patrimoine.

### Associations étudiantes
Le Pôle Pierre-Jakez Hélias compte une dizaine d’associations qui dynamisent la vie étudiante. Elles constituent un vivier de projets et d’idées qui ne font qu’enrichir notre université. Elles sont évidemment un moyen d’intégration pour les étudiants mais permettent également de participer à la vie étudiante sur le pôle.
ACID Quimper : coopération, contact et entraide entre les étudiants en droit de l'UBO Quimper, mais aussi l'animation du campus par l'organisation de manifestations à caractère culturel, sportif et festif.  
Sen'Art : liaison entre les différentes promotions de la licence bidisciplinaire droit-histoire de l’art de l’Université de Bretagne Occidentale.
Art'Hist'TIC: association des historiens de l'art
La League Quimper : Association Étudiante de Langues Etrangères Appliquées et Langues, Littératures et Civilisations Etrangères  à Quimper.
Culture Connexions : rencontre et réseau entre les étudiants et les nouveaux professionnels de la culture
AdHoc : organisation du concours d'éloquence pour le pôle quimpérois de l'UBO.

### Bibliothèque universitaire
Une bibliothèque universitaire est disponible dans les locaux du pôle universitaire. Elle propose un choix d'ouvrages dans les différents thématiques d'enseignement (histoire, histoire de l'art, droit, lettres...). Un service de prêt inter-bibliothèques est disponible pour consulter les ouvrages des bibliothèques universitaire de l'Université de Bretagne occidentale.

## Direction
Le pôle universitaire Pierre-Jakez-Hélias a été dirigé de 1996 à 2009 par Jean-Luc Le Cam, puis de 2009 à début 2016 par Delphine Acolat, maître de conférences en histoire romaine et histoire de l'art antique et ensuite par Nicolas Bernard, maître de conférences HDR en géographie. Il est actuellement dirigé par Philippe Guillou, maître de conférences en espagnol.

## Agrandissement du pôle
Le pôle universitaire s'agrandit progressivement. Après l'implantation d'une salle de sports et d'un centre de vie étudiant en 2009, un restaurant du Centre régional des œuvres universitaires et scolaires de 250 places a été livré en 2015 remplaçant l'ancienne cafétéria implantée dans l'actuel pôle. L'antenne quimpéroise de l'Ecole Supérieure du Professorat et de l'Education de Bretagne s'est implanté sur le site en septembre 2020.

Campus Pierre-Jakez-Hélias

## Sources
1. ↑  Le Télégramme, Pôle universitaire. La vie étudiante prend de la hauteur, 11 septembre 2015 - consulté le 18/12/2017
2. ↑  Site officiel de la faculté - Les jeudis de l'art et de l'archéologie - consulté le 23/01/2014
3. ↑  « Université.  De l'art de convaincre », sur letelegramme.fr, 19 janvier 2014 (consulté le 23 janvier 2014)
4. ↑  « Quinzaine du Pôle Universitaire Pierre Jakès Hélias », sur www.univ-brest.fr (consulté le 27 octobre 2011)